# Shivalaya
Shivalaya (bengali: শিবালয়) är ett samhälle och upazila i Bangladesh, en form av administrativ enhet. Huvudorten Shivalaya ligger vid Ganges, en av  hinduismens heliga floder som i Bangladesh kallas för Padmafloden. 1991 hade området 75 930 invånare. Tjugo år senare, 2011, hade den siffran fördubblats till 154 239 invånare.  Shibalaya tillhör Manikganjdistriktet i delstaten Dhaka.
Shivalaya har en yta på 199,07 kvadratkilometer och är utöver huvudorten uppdelat i sju unioner, som kan ses som en klassificering av ett urbant samhälle:
- Teota
- Utholi
- Shibaloy
- Ulayel
- Arua
- Mohadebpur
- Shimulia

Andra lite större byar är Bagjan, Mouhali, Baratia, Sholdhara och Ag Simulia. 